# James "J.T." Taylor
James "J. T." Taylor (Laurens, 16 de agosto de 1953) es un cantante estadounidense, conocido por haber sido la voz principal de la banda de R&B/funk, Kool & The Gang. 
Antes de su ascenso a la fama, Taylor fue maestro y cantante aficionado de clubes nocturnos y se unió a una banda a la edad de trece años. Se unió a Kool & the Gang en 1978 y se convirtió en el cantante principal de la banda en 1979.

## Carrera en solitario
Taylor se unió a la banda en 1978 y finalmente se convirtió en la cantante principal en 1979. Antes de eso, Taylor trabajaba como cantante de clubes nocturnos en clubes de Nueva Jersey por $ 40 la noche. Aunque nació en Carolina del Sur, Taylor creció en Hackensack, Nueva Jersey. Fue el primer y único cantante que audicionaron para cantante principal.
En 1988, Taylor abandonó amistosamente Kool & the Gang para seguir una carrera en solitario y ha lanzado cuatro álbumes en solitario hasta la fecha. En 1989, lanzó su primer álbum en solitario tituladonMaster of the Game, que produjo varios éxitos, incluido el primer sencillo del álbum "All I Want Is Forever ", un dúo con Regina Belle. El sencillo "The Promised Land" se incluyó en la banda sonora de Ghostbusters II.
En 1991 lanzó su segundo álbum en solitario, Feel the Need  que obtuvo los éxitos "Long Hot Summer Night" y "Heart to Heart", un dúo con Stephanie Mills.
1993 vio el lanzamiento del tercer álbum en solitario del cantante, " Baby I'm Back", seguido de su cuarto álbum en solitario en 2000 titulado " Un nuevo yo .
En 1996, se reunió brevemente con Kool & the Gang, lanzando el álbum de 1996 State of Affairs. Aunque el álbum fue bien recibido por la crítica, no tuvo éxito comercial en comparación con los lanzamientos de Kool & the Gang de finales de los setenta y principios de los ochenta.

## Carrera actoral
Durante la década de 1990, Taylor comenzó su carrera como actor apareciendo seriamente en la película de Hollywood de 1992 Los reyes del mambo, y en el musical de Broadway de larga duración Raisin.

## Discografía

### Álbumes de estudio
| 1989                                  | Master of the Game | – | 77 | MCA                |
| 1991                                  | Feel the Need      | – | –  | MCA                |
| 1993                                  | Baby I'm Back      | – | –  | MCA                |
| 2000                                  | A Brand New Me     | – | –  | Interscope Records |
| "—" denotes the album failed to chart |                    |   |    |                    |

### Singles
| 1989                                                          | "All I Want Is Forever" (duet with Regina Belle)        | 2  | —  | Tap OST            |
| 1989                                                          | "Sister Rosa"                                           | 53 | —  | Master of the Game |
| 1990                                                          | "Master of the Game"                                    | —  | —  | Master of the Game |
| 1990                                                          | "8 Days a Week" (US only)                               | 81 | —  | Master of the Game |
| 1991                                                          | "Long Hot Summer Night"                                 | 13 | 63 | Feel the Need      |
| 1991                                                          | "Heart to Heart" (duet with Stephanie Mills) (US promo) | 65 | —  | Feel the Need      |
| 1991                                                          | "Feel the Need" (UK only; US promo)                     | —  | 57 | Feel the Need      |
| 1992                                                          | "Follow Me" (UK only)                                   | —  | 59 | Feel the Need      |
| 1993                                                          | "Baby I'm Back" (US promo)                              | 65 | —  | Baby I'm Back      |
| 1994                                                          | "Prove My Love" (US promo)                              | —  | —  | Baby I'm Back      |
| 1999                                                          | "Sex on the Beach" (US only)                            | —  | —  | A Brand New Me     |
| 2000                                                          | "How" (US only)                                         | 82 | —  | A Brand New Me     |
| "—" denotes releases that did not chart or were not released. |                                                         |    |    |                    |